# Hysteropterum solidum
Hysteropterum solidum är en insektsart som beskrevs av Melichar 1910. Hysteropterum solidum ingår i släktet Hysteropterum och familjen sköldstritar. Inga underarter finns listade i Catalogue of Life.